# CO2-Emissionen der Stromerzeugung nach Art der Erzeugung
Dieser Artikel beschreibt allgemein die Spezifische Kohlendioxid-Emissionen der Stromerzeugung nach Art der Erzeugung die zum Strommix beitragen.

## Allgemeines
Die Messung der Treibhausgasemissionen aus der Energieerzeugung bedeutet, das globale Erwärmungspotenzial jeder Quelle elektrischer Energie durch Untersuchung ihres Lebenszyklus zu berechnen. Für jede Quelle werden die Ergebnisse unter Verwendung von Einheiten des globalen Erwärmungspotenzials pro Einheit der erzeugten elektrischen Energie dargestellt. Die verwendeten Skalen sind die Einheit des globalen Erwärmungspotenzials, Kohlendioxidäquivalent (CO2eq), und die Einheit der elektrischen Energie, Kilowattstunde (kWh). Ziel dieser Bewertungen ist es, den gesamten Lebenszyklus jeder Quelle abzudecken: vom Abbau von Materialien und Brennstoffen über den Bau und Betrieb von Produktionsanlagen bis hin zur Abfallentsorgung.
Im Jahr 2014 analysierte und fasste der Weltklimarat IPCC auf der Grundlage hunderter wissenschaftlicher Artikel die Forschung über die Treibhausgasemissionen jeder Quelle zusammen, wobei das Kohlendioxidäquivalent als gemeinsame Einheit verwendet wurde.
Effizienzfortschritte und damit die Reduktion der Treibhausgase wurden seit dem Zeitpunkt der Veröffentlichung im Jahr 2014 für keine der untersuchten Technologien berücksichtigt. Beispielsweise konnten die gesamten Lebenszyklusemissionen aus Windenergieanlagen seit der Veröffentlichung verringert werden. Ebenso werden aufgrund des Zeitraums, über den die Studien durchgeführt wurden, die Emissionen von Kernreaktoren der zweiten Generation untersucht, während sich in Europa, den USA und China derzeit Reaktoren der dritten Generation im Bau befinden.
| Technologie                                            | Min.                            | Median                          | Max.                            |
| Derzeit verfügbare Technologien                        | Derzeit verfügbare Technologien | Derzeit verfügbare Technologien | Derzeit verfügbare Technologien |
| ------------------------------------------------------ | ------------------------------- | ------------------------------- | ------------------------------- |
| Kohle                                                  | 740                             | 820                             | 910                             |
| Biomasse kombiniert mit Kohle                          | 620                             | 740                             | 890                             |
| Erdgas                                                 | 410                             | 490                             | 650                             |
| Biomasse allein                                        | 130                             | 230                             | 420                             |
| Solarmodul in großem Maßstab                           | 18                              | 48                              | 180                             |
| Solarmodul auf Dächern                                 | 26                              | 41                              | 60                              |
| Geothermische Energie                                  | 6,0                             | 38                              | 79                              |
| Solarenergie konzentriert                              | 8,8                             | 27                              | 63                              |
| Wasserkraft                                            | 1,0                             | 24                              | 2200                            |
| Windturbine auf See                                    | 8,0                             | 12                              | 35                              |
| Kernenergie                                            | 3,7                             | 12                              | 110                             |
| Windenergie an Land                                    | 7,0                             | 11                              | 56                              |
| Technologien in Entwicklung                            |                                 |                                 |                                 |
| Kohle mit CO2-Sequestrierung                           | 190                             | 220                             | 250                             |
| Kohle mit CO2-Sequestrierung und Vergasung             | 170                             | 200                             | 230                             |
| Gas im kombinierten Kreislauf mit CO2-Sequestrierung   | 94                              | 170                             | 340                             |
| Kohle mit CO2-Sequestrierung und Sauerstoffverbrennung | 100                             | 160                             | 200                             |
| Gezeitenenergie                                        | 5,6                             | 17                              | 28                              |